# Californication (album)
Az 1999-es Californication a Red Hot Chili Peppers hetedik nagylemeze. Ezen az albumon újra hallható John Frusciante, aki Dave Navarro gitáros helyét vette át. Frusciante visszatérése alapjaiban változtatta meg a zenekar hangzását. Az album anyaga különböző szexuális célozgatásokat jelenít meg, ami az együttes zenéjére jellemző is. Az album témái közt megtaláljuk a vágyakozást, a halált, az öngyilkosságot, Kaliforniát, a drogokat, a globalizációt és az utazást is.
A Californication a Red Hot Chili Peppers legnagyobb kereskedelmi sikere. Világszerte több mint 16 millió példányban kelt el, ebből 5 milliót az Egyesült Államokban adtak el.
Az album olyan slágereket tartalmaz, mint az Otherside, a Californication és a Grammy-díjas Scar Tissue. Az album a 3. helyig jutott a Billboard 200-on. Szerepel az 1001 lemez, amit hallanod kell, mielőtt meghalsz című könyvben.

## Az album dalai
|     | Cím               | Szerző(k)             | Hossz |
| --- | ----------------- | --------------------- | ----- |
| 1.  | Around the World  | Red Hot Chili Peppers | 3:58  |
| 2.  | Parallel Universe | Red Hot Chili Peppers | 4:30  |
| 3.  | Scar Tissue       | Red Hot Chili Peppers | 3:37  |
| 4.  | Otherside         | Red Hot Chili Peppers | 4:15  |
| 5.  | Get on Top        | Red Hot Chili Peppers | 3:18  |
| 6.  | Californication   | Red Hot Chili Peppers | 5:21  |
| 7.  | Easily            | Red Hot Chili Peppers | 3:51  |
| 8.  | Porcelain         | Red Hot Chili Peppers | 2:43  |
| 9.  | Emit Remmus       | Red Hot Chili Peppers | 4:00  |
| 10. | I Like Dirt       | Red Hot Chili Peppers | 2:37  |
| 11. | This Velvet Glove | Red Hot Chili Peppers | 3:45  |
| 12. | Savior            | Red Hot Chili Peppers | 4:52  |
| 13. | Purple Stain      | Red Hot Chili Peppers | 4:13  |
| 14. | Right on Time     | Red Hot Chili Peppers | 1:52  |
| 15. | Road Trippin'     | Red Hot Chili Peppers | 3:25  |

## Közreműködők

### Red Hot Chili Peppers
- Flea – basszusgitár, háttérvokál
- John Frusciante – szólógitár, háttérvokál, billentyűk
- Anthony Kiedis – ének
- Chad Smith – dob

### További zenészek
- Greg Kurstin – billentyűk
- Patrick Warren – Chamberlin orgona a Road Trippin'-en

### Produkció
- Lindsay Chase – a produkció koordinátora
- Mike Nicholson és Greg Collins – segédhangmérnök
- Greg Fidelman – segédhangmérnök
- Jennifer Hilliard – hangmérnökasszisztens
- Chris Holmes – keverés
- Ok Hee Kim – hangmérnökasszisztens
- Vlado Meller – mastering
- Rick Rubin – producer
- David Schiffman – segédhangmérnök
- Jim Scott – hangmérnök, keverés
- John Sorenson – segédhangmérnök
- Lawrence Azerrad – művészeti vezető
- Sonya Koskoff – fényképek
- Red Hot Chili Peppers – művészeti vezető
- Tony Wooliscroft – fényképek